# Карнаухівка (станція)
Карнау́хівка — колишня залізнична станція Дніпровської дирекції Придніпровської залізниці на лінії Сухачівка — Правда між станціями Сухачівка (9 км) та Правда (8 км). Розташовувалася в однойменному селищі Кам'янської міської радиКам'янського району Дніпропетровської області.
До кінця  1990-х років на станції зупинялись приміські поїзди. Також станція обслуговувала сусідній комбінат ПАТ ДніпроАзот, на станції працювала так звана "пропарка", що чистила залізничні вагони - цистерни підприємства.
У 2015 році станція остаточно закрита.